# AN/AAS-53

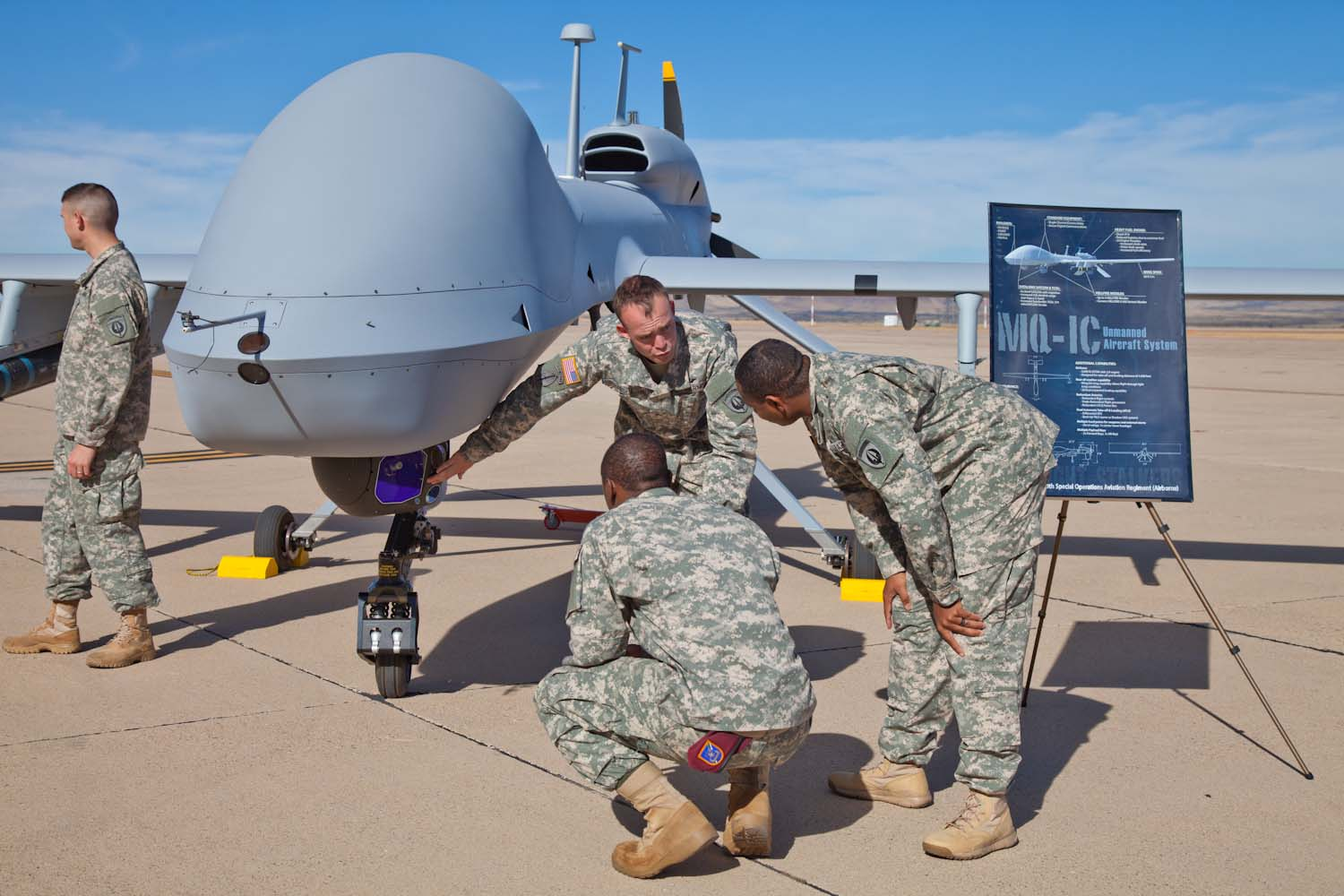
AN/AAS-53 в носовой части MQ-1C Grey Eagle

AN/AAS-53 — американская оптико-электронная система третьего поколения. Обеспечивает наблюдение и слежение, а также целеуказание для управляемых боеприпасов таких как AGM-114 Hellfire. Предназначена для установки на БПЛА и вертолёты. Разработана и производится компанией Raytheon в Мак-Кинни, штат Техас.

## Описание системы
Система скомпонована в корпусе шарообразной формы (общая масса 73 кг) и предназначена для установки в носовой части летательного аппарата.
В системе AN/AAS-53 реализован комбинированный способ отображения информации видимого диапазона и ИК-диапазона, что позволяет улучшить чёткость изображения в условиях тумана и задымленности. В состав системы входят: телевизионная система ближнего диапазона (8-14 мкм), телевизионная система с усилителем яркости изображения, двухдиапазонный лазерный дальномер целеуказатель, реализована возможность передачи потокового видео в высоком разрешении.

## Применение системы

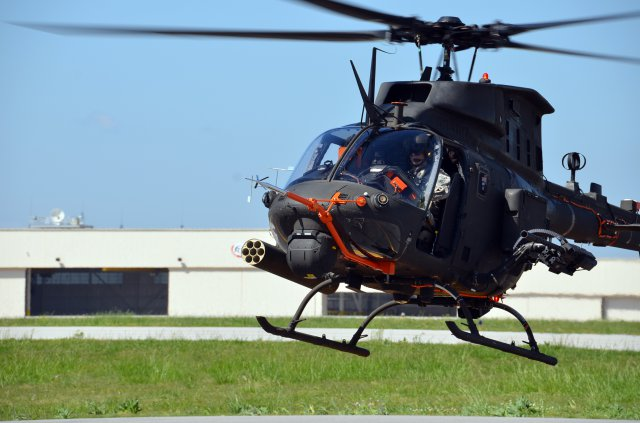
AN/AAS-53 в носовой части вертолёта OH-58F

- AN/AAS-53 установлена в носовой части разведывательного и ударного беспилотного летательного аппарата MQ-1C Grey Eagle.[2][1]
- Установлена в носовой части модифицированного вертолёта OH-58F. Информация, полученная посредством AN/AAS-53 выводится на многофункциональный индикатор в кабине пилотов.[1]